# Teuta Topi
Teuta Topi, geboren als Teuta Mema (Tirana, 13 juni 1962), was van 2007 tot 2012 de first lady van Albanië en is de echtgenote van de voormalige president Bamir Topi.

## Levensloop
Teuta Mema werd geboren in Tirana en studeerde landbouwkunde aan de Landbouwuniversiteit van Tirana. In 1984 behaalde ze haar diploma landbouwkunde en later ook haar diploma milieuwetenschappen en -technologie. Ook studeerde ze aan de Universiteit van Mississippi. Topi is werkzaam bij het ministerie van Landbouw, Voedsel en Bescherming van de Consument van Albanië. Bovendien houdt ze zich bezig met het bevorderen van plattelandsontwikkeling om de economie in bepaalde onderontwikkelde regio's te versterken en om de agrarische sector te verduurzamen en innoveren.
In 1982 ontmoette ze Bamir Topi, met wie ze in 1983 in het huwelijk trad. Bamir en Teuta hebben twee dochters: Nada (geboren in 1984) en Etida (geboren in 1989). Teuta Topi onderbrak als first lady haar werkzaamheden bij het ministerie van Landbouw niet en hield zich bezig met de bestrijding van armoede.